# 李雲翔 (籃球教練)
李雲翔（1971年9月22日—）為臺灣籃球教練、前運動員，現擔任中華民國籃球協會秘書長。

## 生平
李雲翔自南山商工畢業後透過甄試進入高雄醫學院心理系，讀了兩年之後轉學到輔仁大學。1994年2月1日正式從臺銀男籃離隊，2月4日以簽約金新臺幣100萬元、月薪7萬元（服役期間營養費每個月1萬元）與新成軍宏福男籃簽約，合約長達7年（包含2年兵役）。1996年5月入伍服役飛駝隊。1998年5月退伍。
2000年8月宏福男籃未將李雲翔列入保留名單當中，李雲翔需投入實力平衡選秀，據報導幸福豹傳出對李雲翔表達高度興趣。2000年9月，李雲翔在實力平衡選秀上落選。2001年1月替國軍培訓隊征戰社會甲組籃球聯賽。2001年4月與陳名儀（舊名陳淑惠）在臺北紐約紐約舉行婚宴。2001年7月加盟中國大陸甲B聯賽新疆广汇。
2002年4月披掛台灣啤酒參戰社會甲組籃球聯賽。2002年5月助陣中國大陸甲B聯賽陕西麒麟。2003年4月為國家儲訓隊征戰社會甲組籃球聯賽。2005年2月礙於不具有B級教練資格，實以「技術顧問」名義執掌超級籃球聯賽東森羚羊兵符。2006年第三季超級籃球聯賽結束後，東森羚羊與李雲翔解約，由助理教練劉華林暫代總教練一職。
2012年4月出任中華民國籃球協會副秘書長。2022年4月升任中華民國籃球協會秘書長。
1998年與陳立洲合創「陳立洲雙語安親學校」。2000年6月至2001年6月，李雲翔曾擔綱過衛視中文台《台灣探險隊》主持人。

## 外部連結
- 李雲翔在fiba.basketball（英语）
- 李雲翔在archive.fiba.com（archived）（英语）